# Lake Norden
Lake Norden – miasto w Stanach Zjednoczonych, w stanie Dakota Południowa, w hrabstwie Hamlin.